# گره دانش‌آموزی

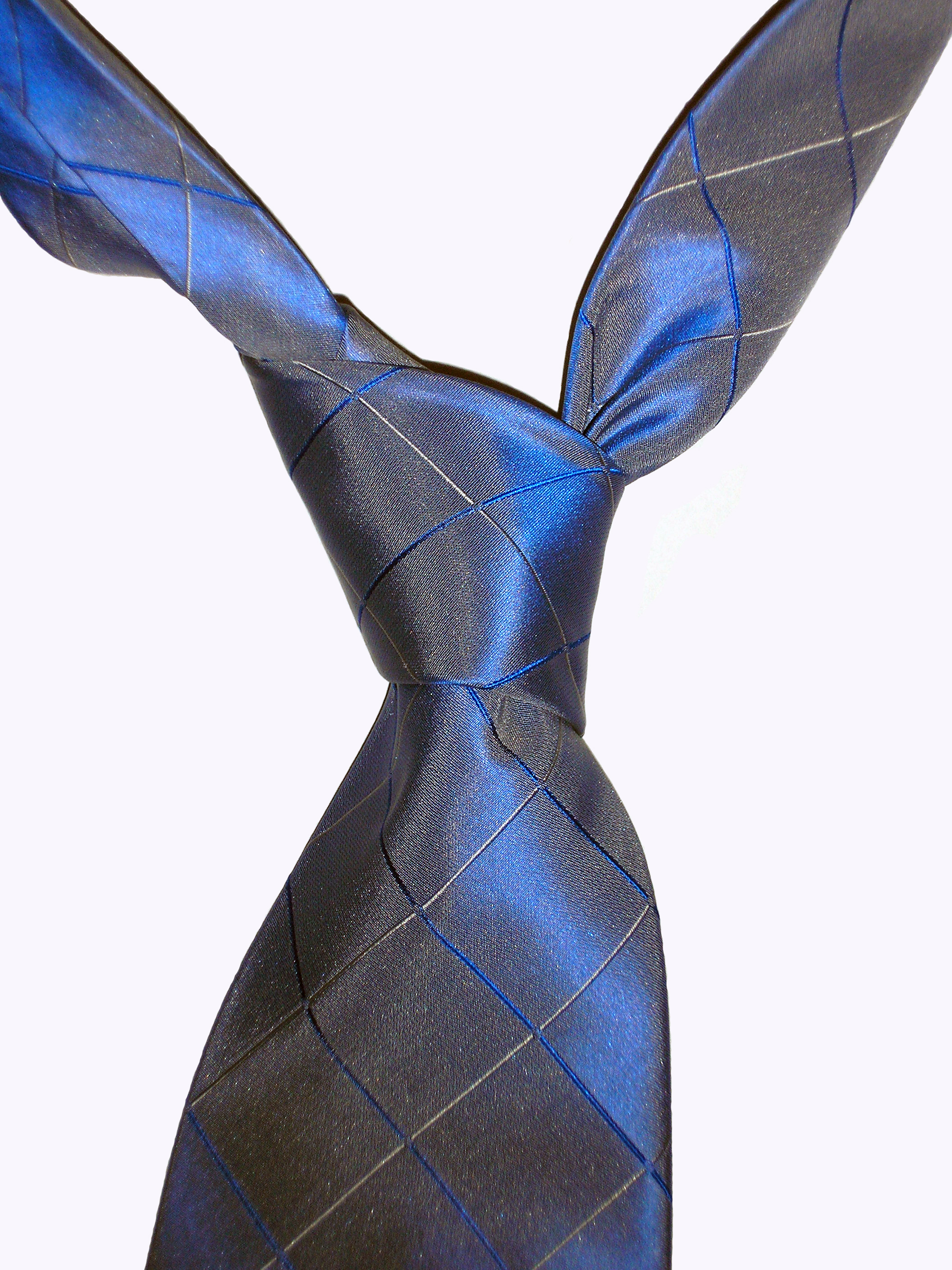
گره کراوات از نوع دانش‌آموزی

گره دانش‌آموزی (به انگلیسی: schoolboy knot)، گره چهار، گره چهار در دست یا گره ساده یک نوع گره کراوات است. سادگی این نوع گره، این روش بستن کراوات را بسیار محبوب و پرطرفدار کرده‌است. این گره متعارف‌ترین گره کروات است. این گره روی لباس‌های یقه دار خیلی خوب نمی‌ایستد و بهتر است روی لباس‌هایی که یقه باریک دارند استفاده شود. همچنین این گره با کروات‌های پهن خیلی خوب خود را نشان می‌دهد. گره دانش‌آموزی از لحاظ ایستادن روی پیراهن کمی نامتقارن است.

## روش‌ها
